# Domitian

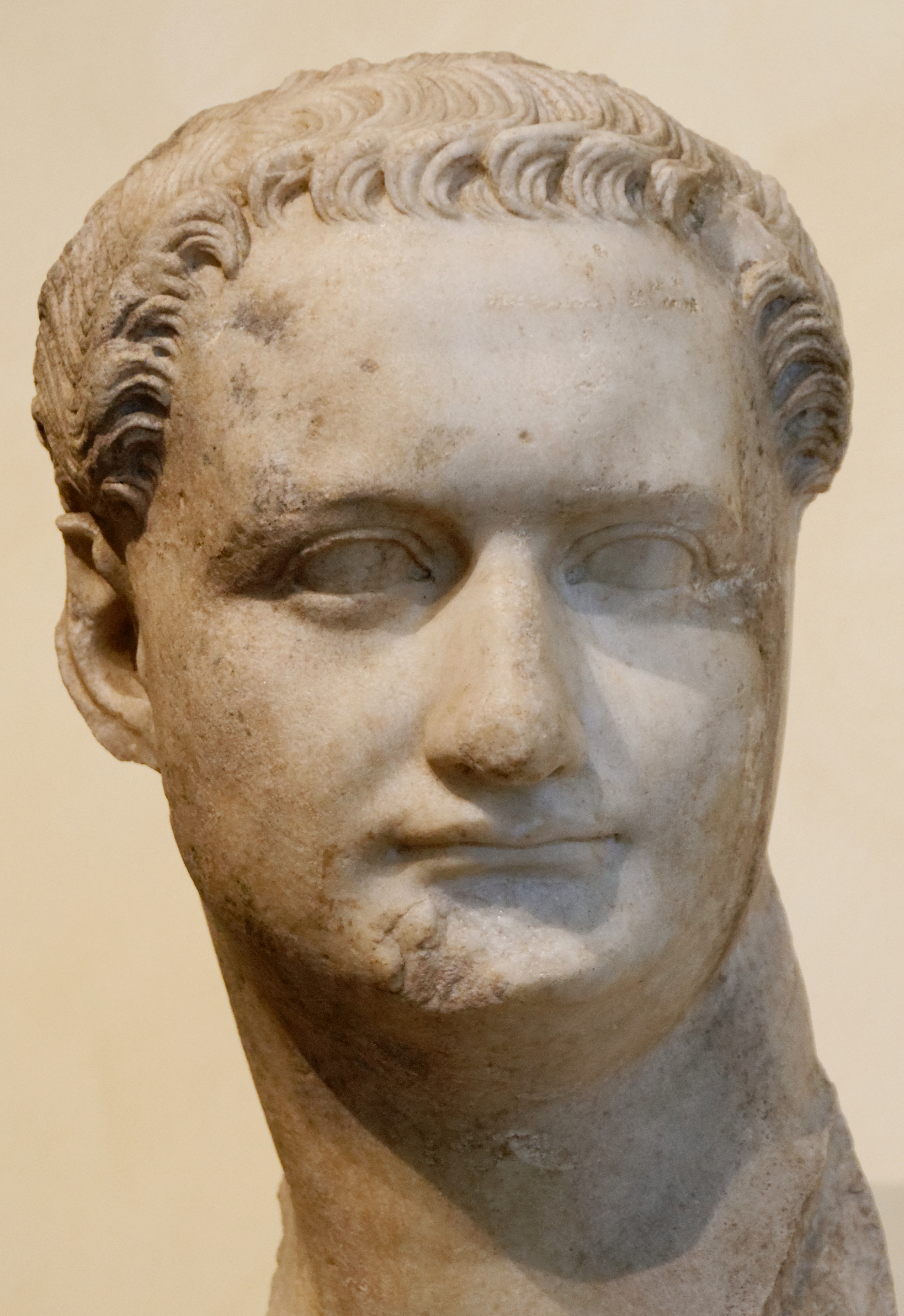
Domitian
Kapitolinische Museen

Domitian (* 24. Oktober 51 in Rom; † 18. September 96 ebenda) war vom 14. September 81 bis zu seinem Tod römischer Kaiser. Als Nachfolger seines Bruders Titus war er der dritte und letzte Herrscher aus dem Geschlecht der Flavier. Sein vollständiger Geburtsname war Titus Flavius Domitianus; als Kaiser führte er den Namen Imperator Caesar Domitianus Augustus.
Domitian wurde in der traditionell von Senatoren verfassten Geschichtsschreibung als schlechter Princeps und Tyrann (pessimus princeps) dargestellt, da er dem Senat nicht den gewünschten Respekt entgegenbrachte und Entscheidungen traf, ohne ihn zu konsultieren. Nach seinem Tod sollte seine Selbstdarstellung als Kaiser offiziell ausgelöscht werden. Erst die moderne Forschung ab Ende des 20. Jahrhunderts revidierte das Domitianbild. Seine militärischen Erfolge in Germanien und Pannonien sowie seine Finanz- und Provinzpolitik lassen ihn als fähigen Herrscher erscheinen. Zugleich bleiben seine Persönlichkeit und Herrschaftsauffassung in Teilen unerklärlich.

## Leben bis zur Übernahme der Herrschaft
Domitian wurde am 24. Oktober 51 in Rom als zweiter Sohn des aus dem Ritterstand zum Senator aufgestiegenen Titus Flavius Vespasianus, des späteren Kaisers, geboren. Über seine Jugend ist wenig bekannt. Laut Sueton verbrachte er sie unter ärmlichen Umständen, was jedoch nicht den Tatsachen entsprochen haben dürfte. Als Sohn eines Senators dürfte Domitian standesgemäß erzogen worden sein.
Als Vespasian im Vierkaiserjahr 69 zum Kaiser ausgerufen wurde, konnte Domitian, im Gegensatz zu seinem Onkel Titus Flavius Sabinus, der Verfolgung durch die Anhänger des Vitellius entkommen und war nach dem Sieg der Flavier zusammen mit Gaius Licinius Mucianus der politische Statthalter des neuen Kaisers in Rom. In den folgenden Jahren wurde Domitian von seinem Vater zwar nicht bewusst zurückgesetzt, spielte aber neben seinem als Mitherrscher und Nachfolger herausgestellten Bruder Titus nur eine nachgeordnete Rolle und wurde nicht auf die Rolle des Princeps vorbereitet. Er erhielt den Titel Caesar, wurde fünfmal Suffektkonsul und bekleidete einmal, im Jahr 73, ein ordentliches Konsulat. Damit war er bis zu Titus’ Herrschaftsantritt insgesamt einmal weniger Konsul als sein Bruder, zweimal weniger als sein Vater. Als Titus im Jahr 79 Vespasians Nachfolge antrat, machte er seinen Bruder zum Kollegen im ordentlichen Konsulat des Jahres 80, verlieh ihm jedoch nicht die tribunicia potestas, die er selbst während der Herrschaft Vespasians erhalten hatte.

## Die Zeit als Princeps

### Regierungsantritt
Antike Autoren hielten es für möglich, dass Domitian den Tod seines Bruders Titus am 13. September 81 herbeigeführt hatte, doch erlauben die widersprüchlichen Quellen keine eindeutige Beurteilung, zumal ungeklärte Todesfälle von Herrschern oft Mordgerüchte nach sich zogen. Am selben Tag riefen die Prätorianer Domitian zum Imperator aus, er versprach ihnen ein Donativum. Am 14. September trat er die Nachfolge als Kaiser an. Der Senat verlieh ihm die Titel Imperator, pater patriae, pontifex maximus, Augustus sowie die tribunicia potestas und erkannte damit den Herrschaftsübergang an. Domitian bemühte sich um personelle und legislative Kontinuität. Der Freundeskreis (amici) des Kaisers hatte weitgehend die gleiche Zusammensetzung wie unter Vespasian und Titus, seine Sachentscheidungen knüpften sowohl an die der julisch-claudischen Dynastie als auch an die seines Vaters und Bruders an.
Domitian erwies sich damit am Anfang seiner Regierungszeit auch in den Augen des Senats als fähiger Regierungschef. Er bekämpfte energisch die Korruption, steigerte wie seine beiden Vorgänger weiter die Effizienz der Verwaltung und hielt die Staatsfinanzen in Ordnung.

### Baupolitik
Kaum ein anderer Kaiser bemühte sich mithilfe von Neubauten und Restaurierungen die Stadt Rom derartig zu gestalten und zu beeinflussen, wie Domitian es tat. Folgend schreibt Sueton: „Er ließ in allen Regionen der Stadt so viele riesige verdeckte Durchgänge und Triumphbogen bauen, daß man auf einem in griechischen Buchstaben geschrieben hat: »Es ist genug«.“
Zu seinen größten Bautätigkeiten gehörten unter anderem der Wiederaufbau des Kapitols, die Anlage des Forum Transitorium, der Titusbogen, die Fertigstellung des Colosseum und sein überlebensgroßes Reiterstandbild (Equus Domitiani) auf dem Forum Romanum. Der Kaiserpalast auf dem Palatin sticht unter all seinen Baumaßnahmen als einer seiner wichtigsten verwirklichten Bauten hervor, da Domitian mittels des Palasts seine monarchische Selbstdarstellung und Selbstüberhöhung auf ein neues Niveau heben konnte. Dieses zeigt sich auch dadurch, dass der Kaiserpalast auch über Domitians Regierungszeit hinaus von anderen Herrschern benutzt worden ist.
Die verwirklichten Bauvorhaben, die im öffentlichen Raum entstanden, hatten dabei stets die Absicht, den Kaiser in der Nachwelt zu repräsentieren und somit sein Erinnerungsbild langwirkend aufrechtzuerhalten. Außerdem versuchte er durch die Errichtung von vielen „repräsentativen Funktionsbauten“ für Feiern und Spiele, das Volk von seiner Herrschaft zu überzeugen. Das belegen unter anderem die Errichtung des monumentalen Stadions auf dem Marsfeld, das Odeon oder die Naumachie.

### Verhältnis zum Senat

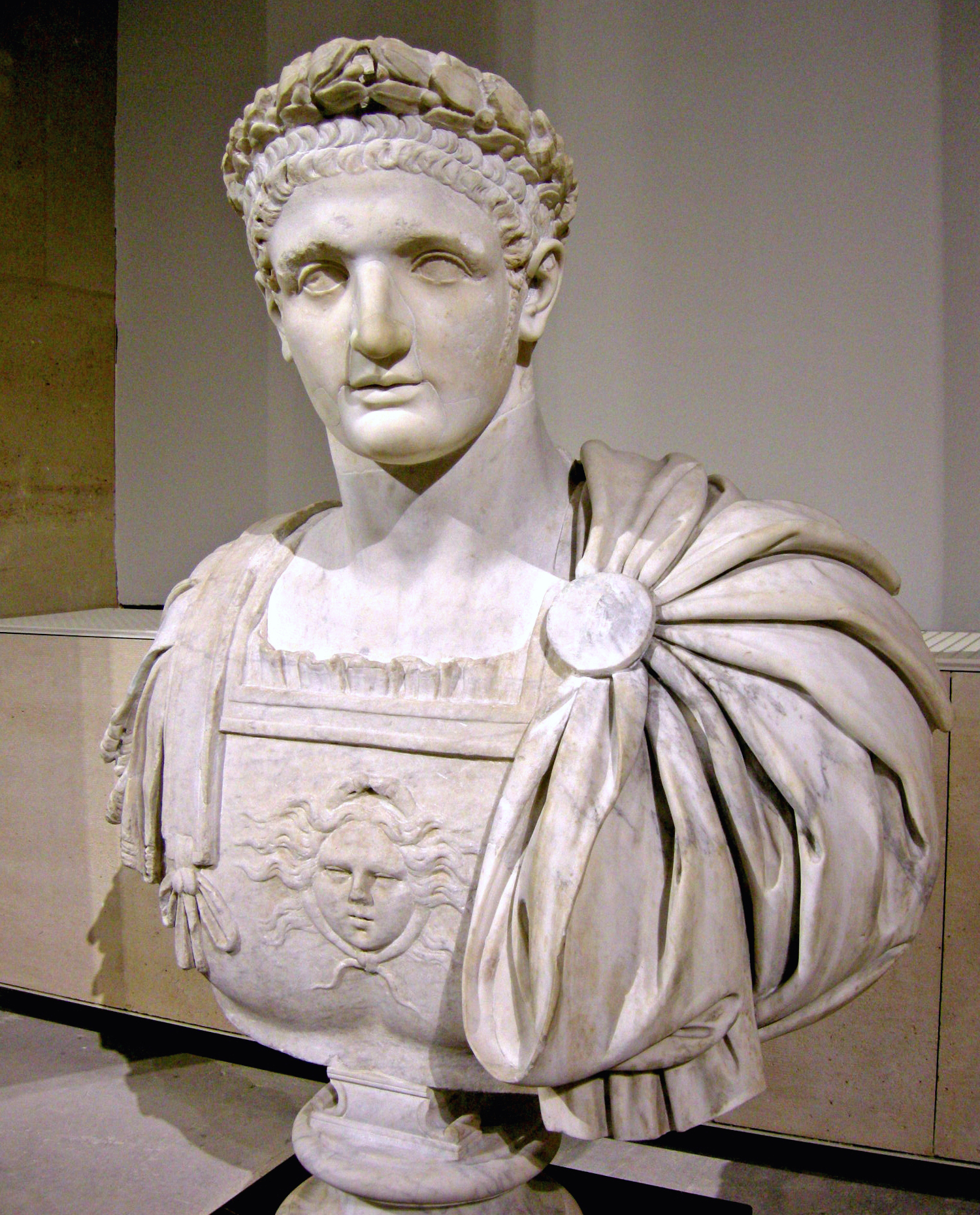
Büste Domitians

Den Senat brachte Domitian nicht lange nach seinem Herrschaftsantritt gegen sich auf, weil er ihn kaum noch zu Rate zog und sich angeblich von seinem Umfeld als dominus et deus („Herr und Gott“) anreden ließ. Nicht anders als seine Vorgänger auch, richtete Domitian ein consilium principis ein, eine Art informellen Kronrat. Allerdings nahmen an diesem Rat auch Ritter teil, was den Senat teils brüskierte, insbesondere dann, wenn der Kaiser von den besten Männern aus beiden Ständen sprach, die sich um ihn versammelt hätten. Darüber hinaus gerieten die wenigen Treffen des consilium in der Villa des Princeps in den Albaner Bergen – und nicht in Rom – in den Ruf der Heimlichtuerei und der bewussten Abgrenzung. Wie vermutlich unter Tiberius auch, setzte Domitian einen ehemaligen Quästor ein, der sich um die Belange des Senats kümmern und diesen betreuen sollte.
Ähnlich wie vor ihm Caligula und nach ihm Commodus brach Domitian damit die Spielregeln des Prinzipats, denen zufolge der Kaiser zwar faktisch alle Macht in Händen hielt, nach außen aber die Rolle von Volk und Senat in Ehren zu halten hatte. Domitian scheint diese seit Augustus übliche Fassade zumindest in der zweiten Hälfte seiner Regierung immer weniger gepflegt zu haben und brüskierte durch die Offenlegung der tatsächlichen Machtverhältnisse den Senat immer mehr. 85 übernahm er schließlich noch das Amt des Zensors auf Lebenszeit und damit das Recht, Senatoren zu ernennen und zu entlassen. Als einziger Kaiser führte Domitian offiziell den Titel eines censor perpetuus. Allerdings nahm Domitian für sich nicht in Anspruch, selbst ein Gott zu sein, und er forderte für sich selbst keine göttliche Verehrung, vielmehr sah er sich unter göttlichem Schutz stehend.
Domitians autokratische Herrschaft führte zum Widerstand senatorischer Kreise sowie einiger Philosophen, die gegen den Prinzipat Stellung bezogen. Die Feindseligkeit dieser Kreise, die in den Plinius-Briefen bezeugt ist, trug entscheidend dazu bei, das Bild Domitians nach seinem Tod zu verdunkeln. Heute gehen daher die meisten Althistoriker davon aus, der Kaiser sei in der Innen- und Außenpolitik weitaus erfolgreicher gewesen, als es die Quellen suggerieren. Die Forschung sieht Domitians Umgang mit dem Senat differenzierter. Er wählte Amtsinhaber, insbesondere militärische, nach ihrer Fähigkeit aus und nicht nach ihrer Ahnenliste. Dies wirkte sich unmittelbar auf die Aufstiegsmöglichkeiten der senatorischen Elite aus. Domitian entschied sich auch für Kommandanten aus dem Ritterstand, wie zum Beispiel Iulius Ursus oder Cornelius Fuscus, während er patrizische Legaten abberief oder nicht wie erwartet beförderte. Dennoch suchte der Princeps die Unterstützung des Senats und hinderte fähige Senatoren nicht an ihrer Karriere.
Als die Chatten im Winter 88/89 n. Chr. den obergermanischen Statthalter Lucius Antonius Saturninus gegen Domitian unterstützen wollten, reagierte Domitian nach Niederschlagung der Revolte auf dieses Angebot mit einem Kriegszug gegen sie. Es ist bezeichnend, dass die Revolte sehr rasch zusammenbrach, was dafür spricht, dass der Kaiser auch weiterhin die Unterstützung der Armee und ihrer Kommandeure besaß. Mehrere Senatoren ließ Domitian hinrichten, andere schickte er in die Verbannung und beschlagnahmte ihr Eigentum. In den meisten Fällen war die Begründung für die Maßnahmen entweder Anstiftung zum Umsturz oder Beleidigung des Herrschers und des Herrscherhauses. Die durchweg summarische Beschreibung des „Terrors“ von Domitian gerade bei Sueton deutet auf eine Vielzahl von Ermordungen und Exilierungen hin, allerdings werden nur 14 Senatoren namentlich genannt. Für Claudius hingegen sind 35 Hinrichtungen von Senatoren und über 300 von Rittern überliefert.
Wie die meisten römischen Kaiser förderte Domitian Kunst und Künstler und war unter anderem Mäzen der Dichter Statius und Martial. Auffallend häufig wurde die Minerva auf den Rückseiten seiner Münzen abgebildet.

### Aktivitäten in Germanien

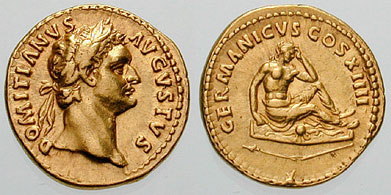
Ein Aureus Domitians mit dem Beinamen Germanicus; auf der Rückseite die besiegte, trauernde Germania

Unter Domitian begann die Phase einer erneuten römischen Expansion rechts des Rheins im Bereich der obergermanischen Heeresgruppe. Als ein Krieg in Germanien unausweichlich schien, entschied der Kaiser nach einer Ratssitzung, unter dem Vorwand eines Zensus in Gallien im Jahre 83 über den Rhein zu marschieren. Vermutlich im Frühjahr 83 begann der Krieg gegen die Chatten, dessen Ziel die Schwächung der Chatten als des letzten größeren Unruheherds in Rheinnähe war. Domitian stieß tief bis in das chattische Kernland vor, also weit ins heutige Hessen. Im Herbst wurde der Kriegszug in Germanien gegen die Chatten zu einem erfolgreichen Abschluss gebracht. Dabei gelang die Unterwerfung des Gebiets zwischen Taunus, Lahn und Main (Wetterau). Domitian begann schließlich mit der Errichtung des Limes, des römischen Grenzwalles zwischen Rhein und Donau. Außerdem nahm Domitian zwischen Juni und August 83 den Siegerbeinamen Germanicus an. Dies war nach Vitellius das zweite Mal, dass ein Prinzeps diesen nicht vererbt bekommen hatte, sondern durch eigene militärische Leistungen für sich beanspruchte. Am Ende des Jahres 83 feierte er den Triumph in Rom und bekam weitere Ehrungen durch den Senat verliehen. Hierzu zählen vor allem, vor dem Senat im Triumphgewand erscheinen zu dürfen und von 24 Liktoren begleitet zu werden. Außerdem wurde der Oktober in Domitianus umbenannt.
Nach einem erneuten Chattenkrieg im Jahre 85 gelang es Domitian, den Erfolg im Chattenland durch die Einrichtung der Taunuskastelle und Dislozierung von Truppen zu festigen; die Bereiche des ober- und niedergermanischen Heeres wurden in zwei ordentliche Provinzen umgewandelt. Der Chattenkrieg stellte für längere Zeit die letzte große militärische Machtdemonstration im rechtsrheinischen Germanien dar. Manches spricht dafür, dass die Domitian feindlich gesinnte Überlieferung den Erfolg dieser Operationen kleinredet; tatsächlich blieb die Grenze zum freien Germanien in der Folgezeit fast 100 Jahre lang weitgehend friedlich. Es gibt keine Anzeichen dafür, dass Domitian seine Ziele in diesem Raum nicht erreicht hat.
Domitian erklärte so das seit Augustus ungelöste Germanienproblem durch die offizielle Gründung der beiden Provinzen Germania superior („Obergermanien“) und Germania inferior („Niedergermanien“) für beendet. Noch im Jahre 82 war in offiziellen Dokumenten nur von der Germania die Rede gewesen. Kurz darauf tauchen die ersten Inschriften auf, die von duae Germaniae sprechen. Tilmann Bechert nimmt daher an, dass Germania inferior etwa in den Jahren 83/84 seine lex provinciae erhalten hat, die alle Fragen der Gerichtsbarkeit, Steuergesetzgebung und Verwaltung in der Provinz gesetzlich und endgültig regelte. Anhand von Militärdiplomen scheint die offizielle Einrichtung der beiden Provinzen hingegen auf die Zeit zwischen 82 und 90 datierbar zu sein. Die exakte Amtsbezeichnung des niedergermanischen Statthalters lautete jetzt: legatus Augusti pro praetore Germaniae inferioris (vorher: legatus Augusti pro praetore exercitus Germanici inferioris).
Seit dem Ende der 80er Jahre wurden aus den Legaten der germanischen Heere konsularische Statthalter der beiden schmalen Grenzprovinzen Ober- und Niedergermanien. Im Rang und in ihrer Laufbahn standen sie etwa zwischen den Statthaltern der beiden moesischen und denen der großen, mit drei Legionen besetzten Provinzen wie Britannien, wohin der militärische und politische Aufstieg die Statthalter der germanischen Provinzen häufig führte. Zensus und Finanzverwaltung und damit das gesamte Steuerwesen unterstanden weiterhin dem Prokurator von Gallien (Sitz: Augusta Treverorum). Die Hauptstädte der beiden Provinzen und Sitze der Statthalter blieben in Colonia Claudia Ara Agrippinensium (Köln) und Mogontiacum (Mainz), wo sich das Oberkommando der beiden Heere befunden hatte.
Domitian und seine Berater hatten schnell erkannt, dass der Wert der vertraglichen Beziehungen zu den germanischen Stammeseliten bei ausreichender Stärke der römischen Grenztruppen nicht hoch einzustufen war. Ein aktives Eingreifen in innergermanische Konflikte im Sinne einer Schutzmacht stand nie zur Diskussion. Als die Cherusker ein Jahr nach dem Chattenkrieg Domitians von diesen bedrängt Rom um Hilfe baten, erhielten sie keine militärische, sondern finanzielle Unterstützung. Danach fanden nahezu keine erkennbaren diplomatischen Aktivitäten jenseits des Limes statt.
In der außen- und militärpolitischen Praxis könnte Tiberius ein Vorbild für Domitian gewesen sein. Dieser setzte die Politik, die ihm in Senatskreisen größte Vorwürfe einbrachte, fort: Er führte nur dann Kriege, wenn sie unumgänglich waren, und verstärkte ansonsten die Grenzsicherung. Domitian wollte, wie sein Vater und sein Bruder, militärische Erfolge vorweisen.

### Daker- und Pannonische Kriege
Die Feldzüge gegen die Chatten brachten reiche Beute ein und führten zu kleineren Gebietsgewinnen für die Römer; sie mussten abgebrochen werden, da die Legionen an der Donau benötigt wurden. Mitte 85 drangen starke dakische Kriegerverbände des Stammesfürsten Diurpaneus von Nordosten in die römische Provinz Moesien ein und trafen die Römer völlig unvorbereitet. Der Statthalter Gaius Oppius Sabinus fiel während der gescheiterten Abwehrkämpfe, die Daker plünderten und brandschatzten viele Siedlungen und Kastelle. Der Kaiser ordnete eine Verlegung von Legionen aus allen Teilen des Reiches an und begab sich selbst mit seinen Prätorianern unter dem Befehl von Cornelius Fuscus an die moesische Front. Auf dem Marsch von Rom aus verstärkte Domitian seine Truppen aus Pannonien und Dalmatien. Das Oberkommando führte der Kaiser, den Oberbefehl erhielt Fuscus, ihm beigeordnet waren die Legaten Marcus Cornelius Nigrinus Curiatius Maternus und Lucius Funisulanus Vettonianus. Mit zwei erfolgreichen Expeditionen konnte Diurpaneus über die Donau zurückgetrieben werden, Domitian erhielt drei imperatorische Akklamationen und kehrte nach Rom zurück, wo er seinen ersten Dakertriumph feierte.
Fuscus blieb als Oberbefehlshaber in Moesien, reorganisierte die Provinz und das Heer und bereitete den Rachefeldzug gegen die Daker vor. Mitte 86 überschritt er die Donau, stellte Diurpaneus und verlor in der ersten Schlacht, die ihn das Leben kostete, fast die gesamte Expeditionsarmee. Diese zweite Niederlage innerhalb kurzer Zeit hätte Domitian neben dem außenpolitischen Schaden auch innenpolitisch in Bedrängnis bringen können, sodass er erneut nach Moesien aufbrach und Truppen verlegte. Eine Konsequenz der Verlegung war die Aufgabe und Schleifung des schottischen Legionslagers Inchtuthil und damit die Beschränkung des römischen Gebietes auf die Gebiete südlich des Forth-Clyde-Kanals. Bis Ende 86 schlug Cornelius Nigrinus als neuer Oberbefehlshaber mindestens zwei erfolgreiche Schlachten gegen die Daker und in erster Linie Diurpaneus. Im Spätherbst 86 kehrte Domitian nach Rom zurück und verzichtete auf einen Triumph.
Nach dem Ausfall von Diurpaneus wurde Decebalus zum Führer der dakischen Stämme. Bisher hatte er sich neutral verhalten und dem Kaiser bei beiden Aufenthalten in Moesien seine Neutralität versichert und vermutlich ein Bündnis angeboten. Nun verband er sich mit den in der Walachei sitzenden sarmatischen Panzerreitern der Roxolanen. Domitian reagierte mit Truppenverlegungen und Reorganisation. Die schon im Herbst 86 durchgeführte Trennung der römischen Provinz in Moesia superior (Obermösien) und Moesia inferior (Niedermösien) zeugt davon, dass der Kaiser eine systematische Befriedung der Daker plante, die er nun umsetzte. Während Cornelius Nigrinus in Moesia Inferior die Ordnung hielt und die römische Position ausbaute, griff Lucius Tettius Iulianus von Moesia superior aus im Jahr 88 Sarmizegetusa, das dakische Machtzentrum in den Westkarpaten, an. Nach Verlusten mussten die Römer sich zurückziehen und überwinterten in Obermoesien. Nach der Schlacht von Tapae, die für Decebalus mit einer Niederlage endete, bot dieser Domitian einen Friedensschluss an, den der Kaiser aber ablehnte. Stattdessen sollten die Legionen von Mainz und Britannien aus verstärkt werden, was sich aufgrund des Saturninusaufstandes verzögerte. Im Sommer 89 startete die zweite Strafexpedition gegen Decebalus und Sarmizegetusa, die sich zuerst gegen die Markomannen richtete, deren Bündnisangebot Domitian abgelehnt hatte. Der Widerstand war jedoch so groß, dass die Römer sich über die Donau zurückziehen mussten. Als Folge des Angriffs und der römischen Niederlage traten die Quaden und Jazygen in den Krieg ein und bildeten eine bedrohliche pannonische Allianz gegen die Römer. Der Kaiser änderte nach Beratungen seine Strategie: Er nahm Friedensverhandlungen mit Decebalus auf. Der Dakerkönig unterwarf sich Rom, Domitian selbst reiste in das dakische Hinterland, wo der Bruder des Königs, Diegis, zum römischen Klientelfürsten gekrönt wurde. Decebalus erhielt zivile und militärische Unterstützung sowie Subsidienzahlungen, die wirtschaftlichen Beziehungen prosperierten in der Folgezeit. Die nicht unüblichen Zahlungen an die Daker waren einer der Gründe für den Feldzug Trajans gegen die Daker. Domitian erhielt drei imperatorische Akklamationen und feierte bei seiner Rückkehr im Herbst 89 einen Triumph.
Im Jahr 92 war Domitian erneut an der östlichen Donaufront, um die Einfälle der sarmatischen Jazygen niederzuschlagen, die zuvor bei Brigetio eine Legion – möglicherweise die Legio XXI Rapax – vernichtet hatten. Dieser Sarmatenkrieg wurde anschließend von dem Dichter Arruntius Stella verherrlicht.

### Britannien
In Britannien gelang es Domitian mit Hilfe des Statthalters Gnaeus Iulius Agricola, dem Schwiegervater des Geschichtsschreibers Tacitus, den römischen Machtbereich bis zur Grenze des schottischen Hochlandes zu erweitern. Im Jahr 83 oder 84 überschritt Agricola auf Anweisung des Kaisers den Firth of Clyde, um die schottischen Gebiete endgültig zu befrieden. Die Gegenwehr der Kaledonen unter ihrem Führer Calgacus war massiv, sodass Agricola sieben Feldzüge führen musste. Die letzte Schlacht fand am mons Graupius statt, die Kaledonen flohen und Rom stand der Weg nach Norden offen. Ein römischer Flottenverband umsegelte Schottland und nahm die Unterwerfung der Orkneyinseln entgegen.
Kurz nach den Erfolgen in Britannien ließ Domitian die Truppen verlegen. Agricolas erzwungenen Abzug und die damit verbundene Aufgabe Schottlands und Konsolidierung des römischen Machtbereichs begründet Tacitus mit dem Neid und schlechten Wesen Domitians. Tatsächlich hatte der Kaiser aufgrund der Lage in Pannonien gute Gründe, diese Front stillzulegen und die Legionen zu verlegen, er ließ Agricola vom Senat mit Triumphinsignien und einer Statue ehren. Bis 86 wurde das gerade erst aufgebaute Legionslager Inchtuthil wieder geschleift, die Truppen zogen sich in die Nähe des späteren Hadrianswalls zurück. Agricolas Nachfolger als Legat in Britannien wurde Sallustius Lucullus, den Domitian vermutlich 96 hinrichten ließ. Der Rückzug sicherte die schottische Front und sorgte für Ruhe im Norden; unter Trajan wurde die Grenzlinie noch weiter nach Süden gelegt.

### Tod und Reaktionen
Im September 96 hatte Domitian einen Astrologen namens Ascletario, der Prognosen über den Tod des Kaisers verbreitet hatte, vor Gericht stellen lassen und zum Tode verurteilt. Um zu zeigen, dass hinter den Prognosen nichts steckt, fragte er den Ascletario, wie seiner Erkenntnis nach seine Todesart sein werde. Der antwortete, er werde bald von Hunden zerrissen werden, worauf der Kaiser Sorge trug, den Leichnam des Hingerichteten verbrennen zu lassen. Doch ein Sturm löschte den Scheiterhaufen und der halbverbrannte Leichnam wurde von Hunden zerrissen. Als Domitian davon erfuhr, war er äußerst bestürzt. Kurz darauf kam es zu einem Anschlag auf sein Leben.
Die Ermordung Domitians geschah aus dem inneren Kreis am Hof und aus persönlichen Motiven heraus. Als Gründe für den Mord werden, neben dem tyrannischen und angespannten Verhalten, das zunehmende Misstrauen Domitians genannt, das in der Ermordung des Sekretärs Epaphrodites mündete und bei den Palastarbeitern Domitians starke Unsicherheiten erzeugte. Unter anderem wird angeführt, dass er seinen Cousin Titus Flavius Sabinus, den Mann seiner Nichte Iulia, der Tochter des Titus, aus ebenso marginalen Gründen hinrichten ließ wie seinen Vetter Clemens, den Vater der designierten Thronerben Vespasian und Domitian des Jüngeren. Das auslösende Moment für die Verschwörer soll die Ermordung von Epaphroditos gewesen sein, die die engsten Mitarbeiter Domitians auch um ihr Leben fürchten ließ.
Domitian wurde schließlich am 18. September 96 in seinem Palast in Rom „hinterlistig ermordet“. Umstritten ist, wer genau zur Gruppe dazugehörte und wer eingeweiht war. Fest steht, dass Stephanus, der Prokurator von Domitians Nichte Domitilla, sowie Maximus, ein Freigelassener von Domitians Kammerdiener Parthenios, die Tat ausführten; Stephanus drohte eine Anklage wegen Unterschlagung. Die weitere Besetzung differiert, es sollen rangniedrige Soldaten, weitere Freigelassene und Kammerdiener sowie Gladiatoren beteiligt gewesen sein. Ob Domitians Frau Domitia Longina treibende Kraft war, ob Nerva zumindest Kenntnis hatte und ob die Prätorianerpräfekten die Verschwörung billigten, lässt sich nicht sagen. Stephanus hatte bereits einige Tage zuvor einen Arm verbunden und eine Verletzung vorgetäuscht, um in den Binden einen Dolch verstecken zu können. Der Kaiser starb unter starker Gegenwehr, die Täter wurden noch vor Ort von den Wachen getötet.
Domitians vollständige Titulatur zum Zeitpunkt seines Todes lautete Imperator Caesar divi Vespasiani filius Domitianus Augustus Germanicus, Pontifex maximus, Tribuniciae potestatis XVI, Imperator XXIII, Consul XVII, Censor perpetuus, Pater patriae.
Sein Nachfolger wurde der langjährige Senator Nerva. Er war als Übergangskandidat zum einen aus dem flavischen Kreis und so für die Prätorianer und besonders den Senat tragbar, zum anderen war von ihm als kinderlosem, älteren Mann keine lange Regierungszeit zu erwarten. Seine Position war jedoch gefährdet, da Domitian bei Armee und Volk sehr beliebt gewesen war.
Sueton beschreibt die Freude der Senatoren über Domitians Tod. Sie sollen sogar den Leichnam Domitians beschimpft und seine Ehrenbilder und Symbole zerstört haben. Dennoch basiert die Ermordung Domitians wahrscheinlich nicht ausschließlich auf politischen Motiven. Vielmehr wird ein Palastkomplott, der aus den persönlichen Ängsten der Palastarbeiter heraus entstand, vermutet.
Während das Volk mit Gleichgültigkeit reagiert haben soll, zeigten sich die Soldaten emotional und versuchten Domitian öffentlich als den „Göttlichen“ zu verehren. Doch der Senat billigte die Tat, das Andenken Domitians fiel der damnatio memoriae anheim.
Domitian blieben die üblichen Ehrungen nach seinem Tod versagt, seine Asche musste sogar von seiner Amme heimlich in den flavischen Tempel gebracht werden. Es fand lediglich eine Leichenfeier auf ihrem Anwesen statt. Die Dynastie der Flavier endete mit ihm.
Ein anderer Wahrsager soll mehr Glück gehabt haben als der oben erwähnte Astrologe Ascletario. Ein gewisser Larginus Proculus hatte in der Provinz Germanien den Tag des Todes Domitians verkündet und war nach Rom geschickt und dort zum Tod verurteilt worden. Seine Hinrichtung wurde jedoch aufgeschoben, bis der vorhergesagte Tag vergangen sein würde. Der Tod Domitians rettete ihn und er wurde von Nerva mit 400.000 Sesterzen beschenkt.

## Domitianbild

### Antike Autoren
Zu den relevantesten antiken Autoren der frühen römischen Kaiserzeit gehören Sueton und Tacitus. Sueton schrieb seine Kaiserviten allgemein aus der Perspektive der römischen Nobilität und steht dem dynastischen Kaisertum entsprechend negativ gegenüber. Dies ist auch im Falle Domitians ersichtlich. Auf der einen Seite schildert Sueton mehrere militärische Erfolge Domitians, negativiert diese aber, indem er ihm Sittenverfall oder Glück als Grund für seinen Erfolg unterstellt.
Zu Beginn der Herrschaft zählt Sueton noch positive Charaktereigenschaften Domitians auf, darunter Uneigennützigkeit, Milde und umsichtige Rechtsprechungen. Dieses verändert sich allerdings im Laufe seiner Herrschaft. Die Beschreibungen aufwendiger Spiele, exzentrischen Auftretens und häufiger Sittenbrüche zeichnen ein Bild, das an die typischen Tyrannenbilder von Nero und Caligula erinnert. Sueton führt das tyrannische Verhalten auf charakterliche Schlechtheit zurück, die Domitian in Kombination mit Furcht und angeblichem Mangel gierig und grausam gemacht haben sollen. Die Grundlagen für diese Entwicklung wurden nach Suetons Meinung in der Kindheit des letzten flavischen Herrschers gelegt. Es wird ein Aufwachsen in „entehrender Armut“ und inzestuöses Verhalten unter Anleitung römischer Amtsträger beschrieben.
Das Verhalten Domitians während der Herrschaftszeiten Vespasians und Titus’ ist maßgeblich von Willkür und Bosheit gezeichnet. Er soll im Schatten seines Bruders oft versucht haben, die Aufmerksamkeit auf sich zu lenken, um die gleiche Anerkennung wie sein beliebter Bruder zu erhalten. Neben seiner Charakterisierung als Tyrann wird Domitian auch für seine Auswahl von Mitstreitern und politischen Akteuren kritisiert, die nicht den typischen senatorischen Vorstellungen entsprach. Insgesamt fällt das Domitianbild Suetons – trotz der militärischen und politischen Erfolge – aufgrund des unsittlichen Auftretens und der gewaltsamen Umgangsformen negativ aus.
Tacitus schrieb in seinen Historien in 12 oder 14 Büchern in erzählerisch ausgearbeiteter Form über die politischen und militärischen Geschehnisse in- und außerhalb Roms. Die Schrift erstreckt sich lediglich bis zum Jahre 70 n. Chr., also 11 Jahre vor Domitians Herrschaftsantritt. Bei den wenigen erhaltenen Schriften, die Tacitus über Domitian schrieb, muss beachtet werden, dass Tacitus sich zwar nach eigener Aussage ein Objektivitätsgebot auflegt, aber dennoch maßgeblich von den Bedingungen seiner Schaffenszeit beeinflusst worden ist. So sieht er sich zum einen von der flavischen Dynastie gefördert und zum anderen als Anhänger des „göttlichen Nerva“ und Trajans. Außerdem stellt die mögliche Feindschaft zwischen seinem Stiefvater Agricola und Domitian ein Problem für das anfängliche Objektivitätsgebot dar. Anhand der wenigen Aussagen Tacitus’ lässt sich ein ähnlich schlechtes Domitianbild vermuten. Tacitus beschreibt Domitian unter anderem als anspruchslosen Redner, ungestümen und hemmungslosen Feldherrn und „Brausekopf“. Außerdem spricht er Domitian und seinen eigens gewählten Beratern und Mitstreitern allgemeines Misstrauen aus. Des Weiteren unterstellt er Domitian, dass sich dieser den „Hurereien und Ehebrüchen“ widme, anstatt Interesse für die staatlichen Geschäfte aufzubringen.
Plinius minor belegt Domitian mit ähnlichen Eigenschaften wie Sueton und Tacitus. Er schreibt primär zum Zweck der Verherrlichung Trajans und nutzt dabei Domitian als Negativbeispiel. In seinem Panegyricus dichtet Plinius Verdienste Domitians Trajan zu. Im vierten Buch seiner Satiren stellt Iuvenal die Parodie einer Sitzung von Domitians consilium dar. Dabei gilt die Parodie sowohl Domitian selbst als auch seinen Mitstreitern und Beratern. Ihnen wird politisches Desinteresse und Unfähigkeit vorgeworfen und sie werden als elitär und verwöhnt dargestellt.
Das Domitianbild Cassius Dios ähnelt der drastisch negativen Darstellung Neros und Caligulas, indem es sich auf die Persönlichkeiten und Lebensläufe fokussiert, um so ein Bild eines Tyrannen zu zeichnen.

### Rezeption

#### Mittelalter
Die mittelalterliche Rezeption Domitians baute zu großen Teilen auf dem Verständnis der antiken Autoren auf. Tertullian nannte ihn einen „halben Nero“ und stellte so einen gedanklichen Zusammenhang zwischen dem Namen Domitians und der Christenverfolgung her. Dadurch wurde Domitian in der christlichen Scholastik zu einem weitestgehend verhassten Symbol. Laktanz beschreibt einen Verstoß gegen Gottes Willen als Grund für Domitians Fall. Bemerkenswert an seinem Domitianbild, welches insgesamt negativ ausfällt, ist auch das Anerkennen einer stabilen Herrschaft. Die mittelalterliche christliche Scholastik zeichnet demnach ein insgesamt drastisches Bild von Domitian als Christenverfolger und Tyrann. Dieses basiert allerdings nicht auf dem modernen geschichtswissenschaftlichen Verständnis, weil unter Domitian keine systematische Christenverfolgung stattfand, sondern lediglich von der Zurückdrängung von Christen als Nebeneffekt der Durchsetzung von Domitians Herrschaftsansprüchen geredet wird.

#### Moderne
Die moderne Domitianforschung wird in ihren Anfängen maßgeblich von Stéphane Gsell und seinem 1894 veröffentlichten Essai sur le règne de l’empereur Domitien geprägt, wobei er ohne Kommentierung oder historische Einordnung die Aussagen und Charakterisierungen Suetons und Tacitus wiedergibt. Er schreibt ihm einen von Natur aus schlechten sowie einen hochmütigen, eifersüchtigen und menschenfeindlichen Charakter zu. Die Auffassungen Gsells blieben für eine lange Zeit die Grundlage für die moderne Domitianforschung.
Alfred von Domaszewski fällt 1909 ein ebenfalls lediglich charakterbezogenes Urteil zu Domitian; er nennt ihn einen Tyrannen und setzt ihn in eine Reihe mit dem unbeliebten Tiberius. Alfred Heuß kommt 1964 in einer knappen und differenzierteren Beurteilung Domitians ohne den Tyrannenbegriff aus und spricht ihm neben Tatkräftigkeit und Ehrgeiz allgemeines politisches Geschick zu. Durch die eigene göttliche Selbstdarstellung und seine Nähe zum Hellenistischen habe er sich in eine assoziative Nähe zu Nero und Caligula begeben. Rainald Goetz beklagt 1978 den unzulänglichen Forschungsstand zu Domitian und forderte eine Domitianforschung, die nicht auf Gsells Aussagen aufbaut.
In der zweiten Hälfte des 20. Jahrhunderts erfolgen viele psychologische Interpretationen Domitians unter anderem durch Hermann Bengtson, Pat Southern und Christian Witschel. Bei diesen Ansätzen wird oftmals die von Sueton dargestellte, mittlerweile aber umstrittene, tragische Kindheit Domitians als Ausgangspunkt für eine psychologische Analyse genutzt, die oftmals zu einer Einschätzung als psychisch gestört führen. Diese Ansätze werden teilweise als zu spekulativ kritisiert und folgen der von Sueton gesetzten Tradition den Fokus auf den Charakter des Herrschers zu legen, gegenüber seinen politischen und militärischen Fähigkeiten.
Des Weiteren existieren wissenschaftliche Behandlungen Domitians, die sich eines eindeutigen Urteils enthalten, wie durch Christiana Urner, die 1993 eine kritische Prüfung der Quellen zu Domitian fordert. Die Revision sowie Ausdifferenzierung des Domitianbildes wird 1992 maßgeblich durch Brian W. Jones angestoßen und beeinflusst. Er spricht Domitian enorme herrschaftliche Fertigkeit und Fähigkeiten zu und mutmaßt, er habe sich durch verfehlte Kommunikation mit der römischen Nobilität ein Bein gestellt, etwa durch die von Sueton beschriebenen Sittenverstöße, Exzentrik und Umgebung mit eigenen Vertrauten. Die Forschung betont mittlerweile oftmals Domitians kriegerische Erfolge und vermutete politische Kompetenzen.

### Sekundärliteratur
Überblickswerke
- Hermann Bengtson: Die Flavier. Vespasian, Titus, Domitian. Geschichte eines römischen Kaiserhauses. C. H. Beck, München 1979, ISBN 3-406-04018-7 (Darstellung, die in Inhalt und Quellenkritik höchst umstritten ist[110]).
- Karl Christ: Geschichte der Römischen Kaiserzeit. 6. Auflage mit aktualisierter Bibliographie. Beck, München 2009, ISBN 978-3-406-59613-1.
- Miriam Griffin: The Flavians. In: Alan K. Bowman, Peter Garnsey, Dominic Rathbone (Hrsg.): The Cambridge Ancient History. 2. Auflage. Band 11: The High Empire, A. D. 70–192. Cambridge University Press, Cambridge 2000, ISBN 0-521-26335-2, S. 1–83.
- Stefan Pfeiffer: Die Zeit der Flavier. Vespasian, Titus, Domitian. Wissenschaftliche Buchgesellschaft, Darmstadt 2009, ISBN 978-3-534-20894-4 (Rezension).
- Christiane Reitz: Domitian. In: Peter von Möllendorff, Annette Simonis, Linda Simonis (Hrsg.): Historische Gestalten der Antike. Rezeption in Literatur, Kunst und Musik (= Der Neue Pauly. Supplemente. Band 8). Metzler, Stuttgart/Weimar 2013, ISBN 978-3-476-02468-8, Sp. 373–384.
- Christian Witschel: Domitian. In: Manfred Clauss (Hrsg.): Die römischen Kaiser. 55 historische Portraits von Caesar bis Iustinian. 4., aktualisierte Auflage. C. H. Beck, München 2010, ISBN 978-3-406-60911-4, S. 98–110.
- Andrew Zissos (Hrsg.): A Companion to the Flavian Age of Imperial Rome. Wiley, Chichester/Malden 2016, ISBN 978-1-4443-3600-9 (Rezension).
- Werner Eck: Domitianus. In: Der Neue Pauly (DNP). Band 3, Metzler, Stuttgart 1997, ISBN 3-476-01473-8, Sp. 746–750.

Darstellungen
- Sophia Bönisch-Meyer, Lisa S. Cordes, Verena Schulz, Anne Wolsfeld, Martin Ziegert (Hrsg.): Nero und Domitian. Mediale Diskurse der Herrscherrepräsentation im Vergleich (= Classica Monacensia. Band 46). Narr Francke Attempto, Tübingen 2014, ISBN 978-3-8233-6813-7.
- Lisa Cordes: Kaiser und Tyrann. Die Kodierung und Umkodierung der Herrscherrepräsentation Neros und Domitians (= Philologus. Supplemente. Band 8). De Gruyter, Berlin/Boston 2017, ISBN 978-3-11-054318-6.
- Jens Gering: Domitian, dominus et deus? Herrschafts- und Machtstrukturen im Römischen Reich zur Zeit des letzten Flaviers. Marie Leidorf, Rahden 2012, ISBN 978-3-89646-736-2 (zugleich Dissertation, Universität Osnabrück 2011; Rezension).
- Rainald Goetz: Freunde und Feinde des Kaisers Domitian. Eine prosopographische Untersuchung. Dissertation, Universität München 1978.
- Stèphane Gsell: Essai sur le règne de l’empereur Domitien. Paris 1894.
- Brian W. Jones: The Emperor Domitian. Routledge, London u. a. 1992, ISBN 0-415-04229-1.
- Brian W. Jones: Domitian and the senatorial order. A prosopographical study of Domitian’s relationship with the Senate, A. D. 81–96. American Philosophical Society, Philadelphia 1979, ISBN 0-87169-132-9.
- Jens Leberl: Domitian und die Dichter. Poesie als Medium der Herrschaftsdarstellung. Vandenhoeck & Ruprecht, Göttingen 2004, ISBN 3-525-25253-6 (zugleich Dissertation, Universität Freiburg 2002; Digitalisat).
- Pat Southern: Domitian. Tragic tyrant. Routledge, London 1997, ISBN 0-415-16525-3.
- Karl Strobel: Die Donaukriege Domitians. Habelt, Bonn 1989, ISBN 3-7749-2368-X.
- Christiana Urner: Kaiser Domitian im Urteil antiker literarischer Quellen und moderner Forschung. Dissertation, Universität Augsburg 1994.
- Anne Wolsfeld: Die Bildnisrepräsentation des Titus und des Domitian (= Tübinger Archäologische Forschungen. Band 32). Verlag Marie Leidorf, Rahden (Westfalen) 2021, ISBN 978-3-89646-863-5.

### Literarische Verarbeitungen
- Lion Feuchtwanger: Die Josephus-Trilogie. Aufbau-Taschenbuch-Verlag, Berlin
  - 1. Bd. Der jüdische Krieg. 2002, ISBN 3-7466-5602-8,
  - 2. Bd. Die Söhne. 2002, ISBN 3-7466-5603-6,
  - 3. Bd. Der Tag wird kommen. 2002, ISBN 3-7466-5604-4.
- Gerd Trommer: Triumph der Besiegten. Kulturhistorischer Roman um Domitian. Prisma-Verlag Zenner und Gürchott, Leipzig 1983, ISBN 3-7354-0028-0.